# Sceaux-du-Gâtinais
Sceaux-du-Gâtinais é uma comuna francesa na região administrativa do Centro, no departamento Loiret. Estende-se por uma área de 31,93 km². Em 2010 a comuna tinha 646 habitantes (densidade: 20,2 hab./km²).